# Hechendorf (Murnau am Staffelsee)
Hechendorf ist ein Ortsteil des Marktes Murnau am Staffelsee im oberbayerischen Landkreis Garmisch-Partenkirchen. Die Eingemeindung erfolgte am 1. Mai 1978.

## Geographie und Verkehrsanbindung
Das Kirchdorf liegt südlich des Kernortes Murnau am Staffelsee. Am westlichen Ortsrand verläuft die B 2, südlich des Ortes fließt die Ramsach und östlich die Loisach, westlich und südwestlich erstreckt sich das 2378 ha große Naturschutzgebiet Murnauer Moos.

## Sehenswürdigkeiten
In der Liste der Baudenkmäler in Murnau am Staffelsee sind für Hechendorf sechs Baudenkmale aufgeführt, darunter die katholische Filialkirche St. Anna.